# Натахтари
Натахтари (груз. ნატახტარი) — село в Грузии, на территории Мцхетского муниципалитета края (мхаре) Мцхета-Мтианети.

## География
Село находится в центральной части Грузии, на правом берегу реки Арагви, на расстоянии приблизительно 3 километров (по прямой) к северу от города Мцхета, административного центра края и муниципалитета. Абсолютная высота — 521 метр над уровнем моря.

## Население
По результатам официальной переписи населения 2014 года в Натахтари проживало 1234 человека (603 мужчины и 631 женщина). В национальной структуре населения грузины составляли 99,2 %.
| Год  | Население, человек |
| ---- | ------------------ |
| 2002 | 1191               |
| 2014 | ↗ 1234             |